# Château de la Rochette (Savoie)
Pour les articles homonymes, voir Château de la Rochette.

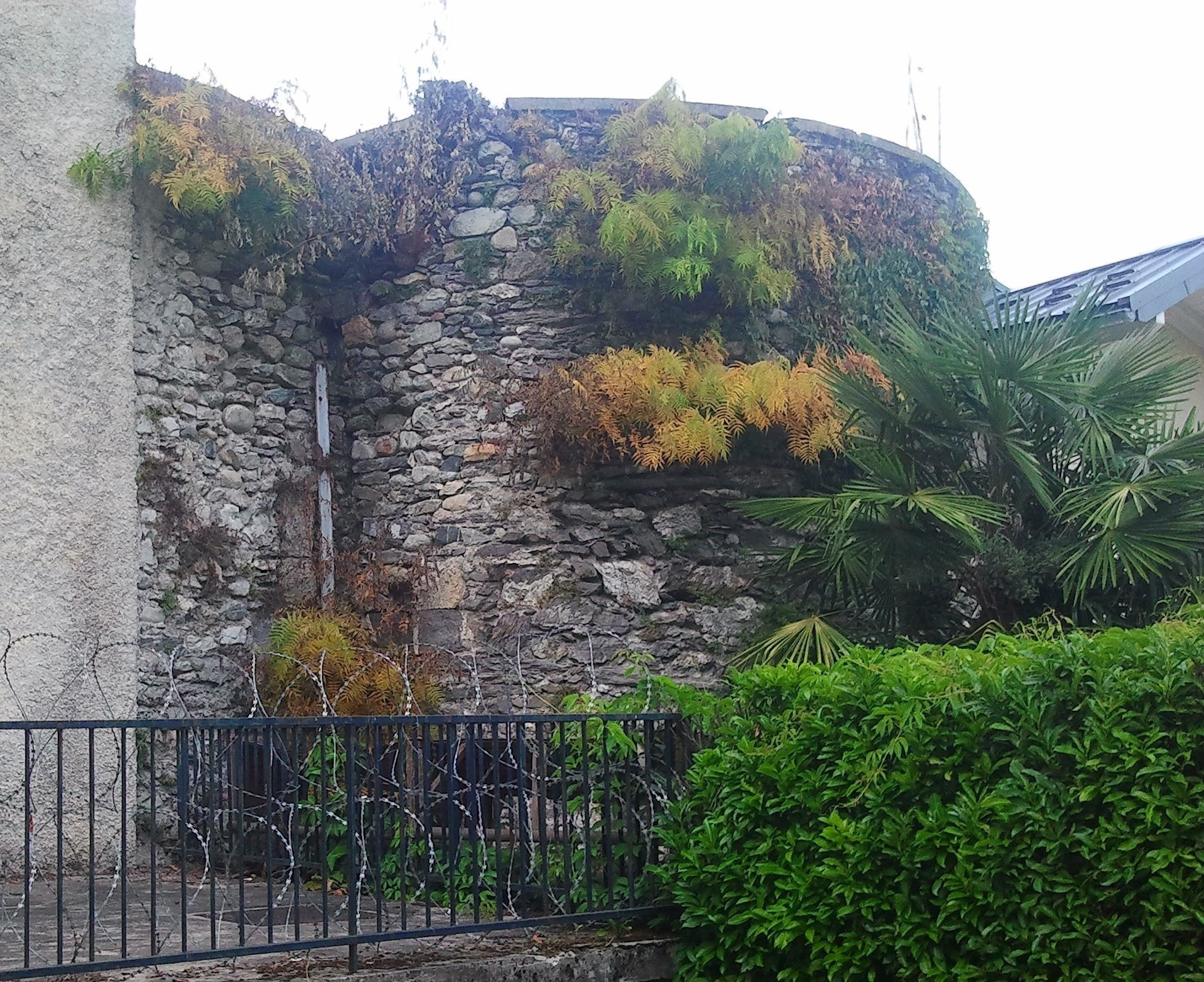
Base de la tour ronde médiévale nord-est du château de La Rochette.

Le château de la Rochette est un château situé en France à Valgelon-La Rochette, dans le département de la Savoie en région Auvergne-Rhône-Alpes.
Bâti au XIIe siècle et détruit au XVIIe siècle, il est restauré au XIXe siècle et est propriété de la commune.

## Situation
Le château de la Rochette est situé sur les hauteurs de la ville de La Rochette, dans la commune de Valgelon-La Rochette.
Le promontoire sur lequel le château est bâti se trouve sur la rive droite du Gelon, à l'endroit où le cours d'eau arrivant de l'est dessine une boucle en prenant la direction du nord avant de reprendre son cours vers l'est. Cet emplacement rendait possible la surveillance de toutes les routes du val Gelon, aussi bien la vallée des Huiles que le Val Pelouse.

## Histoire
Le château de la Rochette est un château fort bâti au XIIe siècle sur une « rochette », promontoire rocheux du nom du bourg de La Rochette qu'il protège.
Son premier occupant est mentionné en 1153, il s'agit de Hugon de Rocheta ou Hugues de La Rochette, seigneur qui co-fonde en 1170 la chartreuse de Saint-Hugon, située à quelques kilomètres à Arvillard.
Le 13 juillet 1597, le roi de France Henri IV envoie François de Bonne de Lesdiguières mener le siège de La Rochette : la ville est occupée le 14 juillet et le château deux jours plus tard. Quelques années plus tard, c'est le roi Louis XIII qui ordonne en 1630, un nouveau siège de La Rochette ainsi que la destruction du château.
Après la Révolution française et le rattachement de la Savoie à la France de 1792, le château est occupé par les troupes révolutionnaires.
En 1842, le château devient la propriété de Maurice-Philibert Rey, qui le restaure et lui ajoute en 1877 les échauguettes d'angle encore visibles.
Le château est au cours de la première moitié du XXe siècle cédé au Département de la Savoie puis à la commune de La Rochette. Il est occupé par un institut médico-éducatif jusqu'à 2021.
Parmi les vestiges médiévaux du château de La Rochette, on peut remarquer les restes d'une tour ronde située au nord-est ainsi que les restes d'un fossé situé au sud-est / sud / sud-ouest qui est surplombé par un pont en pierres permettant l'accès au château (à la place d'un ancien pont-levis ?).